# پودمیتشه
پودمیتشه (به چکی: Podmyče) یک منطقهٔ مسکونی در جمهوری چک است که در ناحیه زنویمو واقع شده‌است. پودمیتشه ۵٫۶۵ کیلومتر مربع مساحت و ۹۶ نفر جمعیت دارد و ۴۴۰ متر بالاتر از سطح دریا واقع شده‌است.